# Edward Vernon

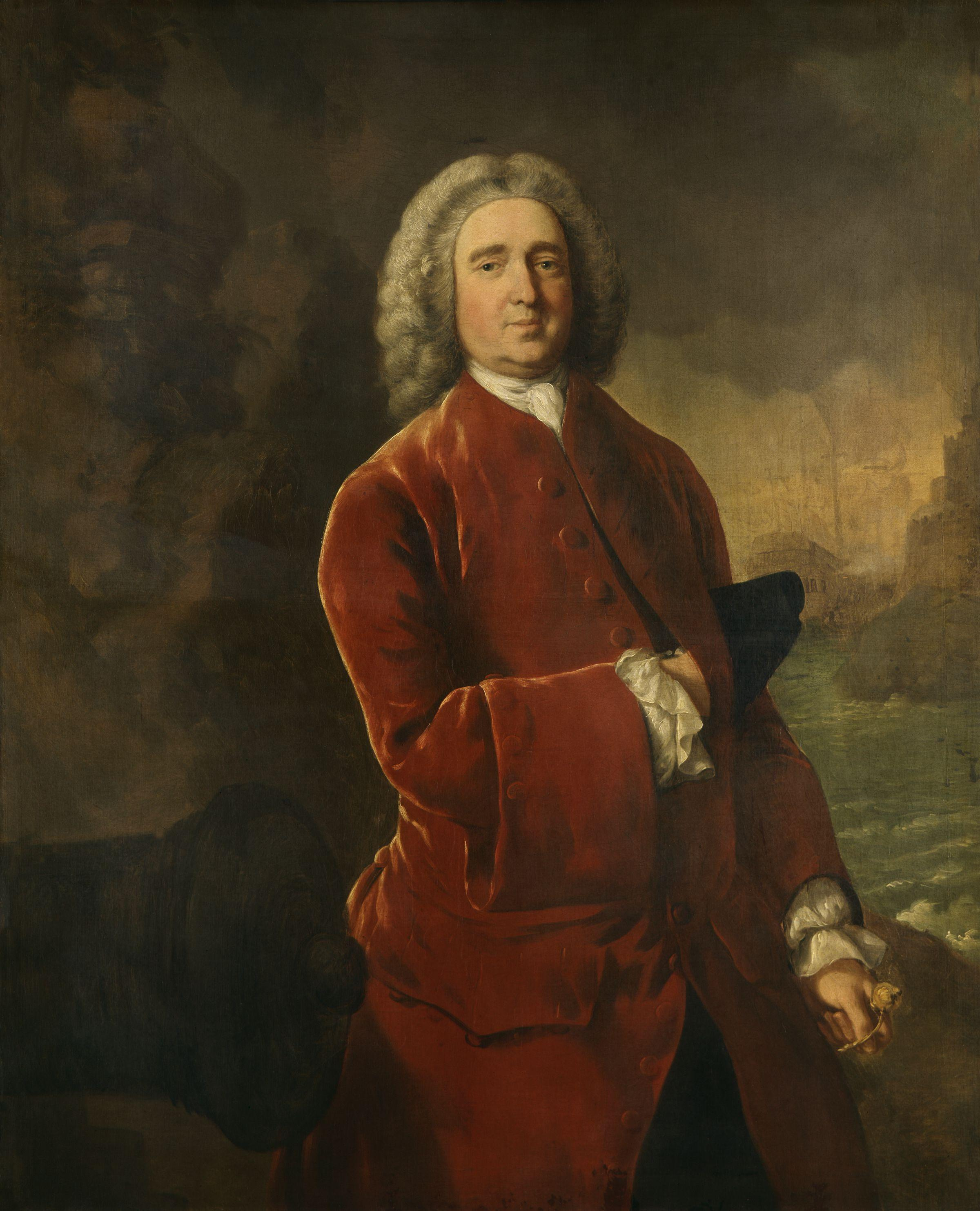
Admirał Old Grog Vernon

Edward Vernon (Old Grog) (1684–1757) – oficer Marynarki Brytyjskiej, przezwisko pochodziło od noszonego przez niego płaszcza z grogramu.
Komodor i admirał, w Anglii uznawany za bohatera dzięki zajęciu hiszpańskiej fortecy Porto Bello w Panamie na początku „wojny o ucho Jenkinsa” w listopadzie 1739.
W czasie hiszpańskiej wojny sukcesyjnej walczył w bitwach pod Malagą w 1704 i pod Barceloną w 1705. Vernon był komodorem Port Royal na Jamajce w 1720 i dowódcą wszystkich okrętów Royal Navy w Indiach Zachodnich w latach 1739–1742.
W wojnie o ucho Jenkinsa w 1739 dowodził flotą, która zajęła hiszpańską posiadłość kolonialną Porto Bello (dzisiejsza Panama), i bezskutecznie atakowała Cartagenę de Indias w Nowej Granadzie (dzisiejsza Kolumbia). Dzielnice Portobello w Londynie i Dublinie noszą nazwę na cześć zwycięstwa Vernona. 
Vernon zajął również na krótko zatokę Guantánamo na Kubie w 1741, zmieniając jej nazwę na Zatoka Cumberlanda. Po wylądowaniu w sile ośmiu okrętów i 4000 żołnierzy z planem marszu na Santiago de Cuba został powstrzymany i zmuszony do odwrotu przez lokalne siły partyzanckie. 
Reputacja Vernona ucierpiała jednak bardzo na skutek głośnej porażki jego sił inwazyjnych, liczących 23 600 ludzi i 186 statków, zadanej przez hiszpańskich obrońców w sile zaledwie 3000 ludzi i 6 okrętów pod dowództwem Blasa de Lezo w 1741 pod Cartagena de Indias. Przyrodni brat George'a Washingtona, Lawrence, służył na okręcie flagowym Vernona jako kapitan piechoty morskiej w 1741 i później swą posiadłość Mount Vernon (później objętą przez George'a) nazwał na cześć swego dowódcy. Mimo otaczającej go aury bohatera, trudny charakter powodujący liczne konflikty z gubernatorami Jamajki i przełożonymi doprowadził w końcu do odwołania Vernona z Royal Navy w 1746.
Czynem, który zapewnił Vernonowi sławę, był rozkaz z 1740, by rum wydzielany marynarzom rozcieńczać wodą. Wkrótce stało się to obowiązującym zwyczajem na wszystkich okrętach Royal Navy, a marynarze nazwali nowy napój grogiem na cześć przezwiska Vernona.